# Robert Gibbs
Robert James Gibbs, más conocido como Rob Gibbs (Escondido, California, 6 de junio de 1965-San Rafael, California, 24 de abril de 2020) fue un diseñador gráfico estadounidense.

## Biografía
Gibbs comenzó a apreciar los cortometrajes animados después de asistir al Festival de Animación Spike and Mike en La Jolla (California). 
Tiempo después se trasladó al Condado de Los Ángeles donde realizó su formación universitaria en Palomar College y en el Instituto de las Artes de California (CalArts).
La inspiración para sus dibujos la encontró en los dibujos animados que había visto durante su niñez, Looney Tunes y Popeye. 
Uno de sus primeros trabajos de animación fue FernGully: Las Aventuras de Zak y Crysta (1992), seguida de Cool World (1992). 
En 1994 fichó por  los estudios de animación de Disney, donde permaneció cinco años, en el departamento de historia y desarrollo visual. En esa época trabajó en Pocahontas (1995), The Brave Little Toaster Goes to Mars (1998) y Fantasía 2000 (1999).
En febrero de 1998 se unió a Pixar trabajando como artista del guion gráfico, creando guiones para la publicidad, el cine y la televisión. Desde Pixar, donde trabajó más de veinte años, participó en la creación de Toy Story 2 (1999), Buscando a Nemo (2003), WALL·E (2008), Up (2009), Inside Out (2015) y Onward (2020).
En el momento de su fallecimiento, Gibbs estaba trabajando en una nueva serie de Monsters, Inc., Monsters at Work, y en la película Hump.
Su hija, Mary Gibbs, puso voz al personaje de la niña Boo en varios proyectos de Monsters, Inc.